# Q10 (溫度係數)
Q10是指物理系統或化學系統增溫攝氏10度的改變率。使用Q10已有許多例子，其中之一是食物腐敗速度、神經傳導速度和肌肉纖維的收縮速度等等。Q10也能被應用在化學反應及其他系統中。
Q10的計算如下:
{\displaystyle Q_{10}=\left({\frac {R_{2}}{R_{1}}}\right)^{10/(T_{2}-T_{1})}}
其中，
R 是速率。
T 是攝氏溫度或絕對溫度。
對多數的生物系統中，Q10的大小為2至3。

## 連結
- 阿伦尼乌斯方程
- 阿瑞尼烏斯作圖（Arrhenius plot）